# Subfamília

Hierarquia dos principais níveis de classificação dos seres vivos.

Na Biologia, subfamília é um nível hierárquico integrado ao sistema taxonómico criado por Lineu no século XVIII, entre a família e a tribo. 
Na verdade, o sistema taxonômico original criado por Lineu possuía apenas os níveis Espécie, Gênero, Ordem e Classe. Os Reinos eram três: animais, plantas e minerais. Posteriormente foram adicionados outros níveis, como Filo, Família, Subfamília,Tribo e outros.

## Regras de nomenclatura
De acordo com as regras de nomenclatura estabelecidas na área da classificação dos seres vivos (Taxonomia), cada nome de subfamília, deve ter ao final da palavra, um determinado sufixo.
- Para subfamílias do Reino Animal o sufixo é "nae". Por exemplo, Homininae e Dynastinae.

- Para subfamílias do Reino Vegetal, o sufixo é "oideae". Por exemplo, Oryzoideae e Bambusoideae.

## Exemplos de subfamílias
No Reino Animal, por exemplo, dentro da família Scarabaeidae (besouros escaravelhos), existem várias subfamílias, entre elas Dynastinae (besouros-rinoceronte), Rutelinae (carochinhas) e Scarabaeinae (besouros-rola-bosta).
Já no Reino Vegetal, dentro da família Poaceae (gramas, capins, cereais e bambus), existem diversas subfamílias, como Oryzoideae (diferentes tipos de arroz), Bambusoideae (diferentes tipos de bambu) e Panicoideae (cereais, como milho e sorgo) e Pooideae (cereais, como trigo e aveia).